# 鳴門市瀬戸小学校
鳴門市瀬戸小学校（なるとし せとしょうがっこう）は、徳島県鳴門市瀬戸町堂浦にあった公立小学校。
隣接して鳴門市瀬戸幼稚園があった。複数ある建物ののうち旧瀬戸小学校体育館（1977年建築）及び旧瀬戸幼稚園園舎（1975年建築）は建築家の増田友也の設計による（鳴門の増田建築の一つ）。

## 沿革
- 1877年（明治10年）10月01日 - 堂浦小学校を旧民家に開校。板野郡公立堂浦小学校と改称。
- 1900年（明治33年）04月01日 - 北泊尋常小学校を新設。
- 1901年（明治31年）04月10日 - 板野郡瀬戸村立堂浦尋常高等小学校と改称。
- 1913年（大正02年）06月27日 - 現在の位置に新築移転。板野郡瀬戸村立尋常高等小学校と改称。
- 1926年（大正15年）03月31日 - 北泊尋常小学校を廃止。
- 1941年（昭和16年）04月01日 - 徳島県板野郡瀬戸町瀬戸国民学校と改称。
- 1947年（昭和22年）05月15日 - 鳴門市立瀬戸小学校と改称。
- 2018年（平成30年）03月31日 - 休校。

## 校訓
- いっしょうけんめい

## 利活用事業
2023年（令和5年）に鳴門市が跡地の利活用事業の事業者公募を実施。優先交渉権者に徳島新聞社とエアトラベル徳島の「徳島新聞社エアトラベル徳島グループ」が選ばれ、旧瀬戸小学校体育館は常設の阿波踊り会場、旧瀬戸幼稚園園舎は飲食施設として整備する計画である。なお、瀬戸小学校の南側校舎屋上は既に太陽光発電に利用されている（利活用事業の対象外）。